# Сухотіна-Толстая Тетяна Львівна
Тетяна Львівна Сухотіна-Толстая (4 (16) жовтня 1864 — 21 вересня 1950) — російська письменниця, авторка мемуарів. Старша дочка Л. М. Толстого.

## Біографія
Почала вести щоденники у віці 14 років і продовжувала протягом 40 років. Лев Миколайович заохочував дітей до ведення щоденників і в ранні роки іноді читав записи Тетяни Львівни. Тому особливий інтерес в її мемуарах представляють розповіді про батька, його спосіб життя, повсякденний побут.
Вона продемонструвала ранню любов до живопису, і в 1881 році вона поступила в Московське училище живопису, скульптури та архітектури, де її вчителями були Василь Перов, Іларіон Прянішников і Леонід Пастернак; вона також вчилася у Миколи Ґе.
Тетяна Львівна, як і її сестри Марія та Олександра, була послідовницею вчення Толстого, вегетаріанкою. У 1897 році вона закохалася в повітового предводителя дворянства Михайла Сергійовича Сухотіна, хоча йому тоді було за 50 років. У 1899 році вийшла заміж за нього. 19 листопада 1905 вона народила в Ясній Поляні свою єдину дитину — дочку Тетяну. Дочка Тетяни Львівни — Тетяна Михайлівна Сухотіна-Альбертіні («Татьяна Татьянна», як називав її дідусь); авторка кількох книг спогадів: «Моя мати», «Моя бабуся», «Толстой і дитинство».
Після смерті чоловіка в 1914 році Тетяна повернулася в Ясну Поляну, яка в підсумку була перетворена в музей-садибу.
Із 1917 по 1923 рік була хранительницею музею-садиби Ясна Поляна. Із 1923 по 1925 рік вона була директором Державного музею ім. Льва Толстого в Москві.
| |
| Лев Толстой та його помічники складають списки селян, яким потрібна допомога. Зліва направо: П. І. Бірюков, Г. І. Раєвський, П. І. Раєвський, Л. М. Толстой, І. І. Раєвський, А. М. Новіков, О. В. Цингер, Т. Л. Толстая. Село Бегічевка Рязанської губернії. Фотографія П. Ф. Самаріна, 1892 р. |

Із 1925 року — в еміграції. Брала участь у роботі благодійного Толстовського фонду, який був створений у 1939 році.
У одному своєму запису в щоденнику від 13 грудня 1932 року написала: «Я прожила неймовірне і незаслужено щасливе та цікаве життя. І успішне».
Із Парижа вона переїхала в Італію, де провела решту свого життя.

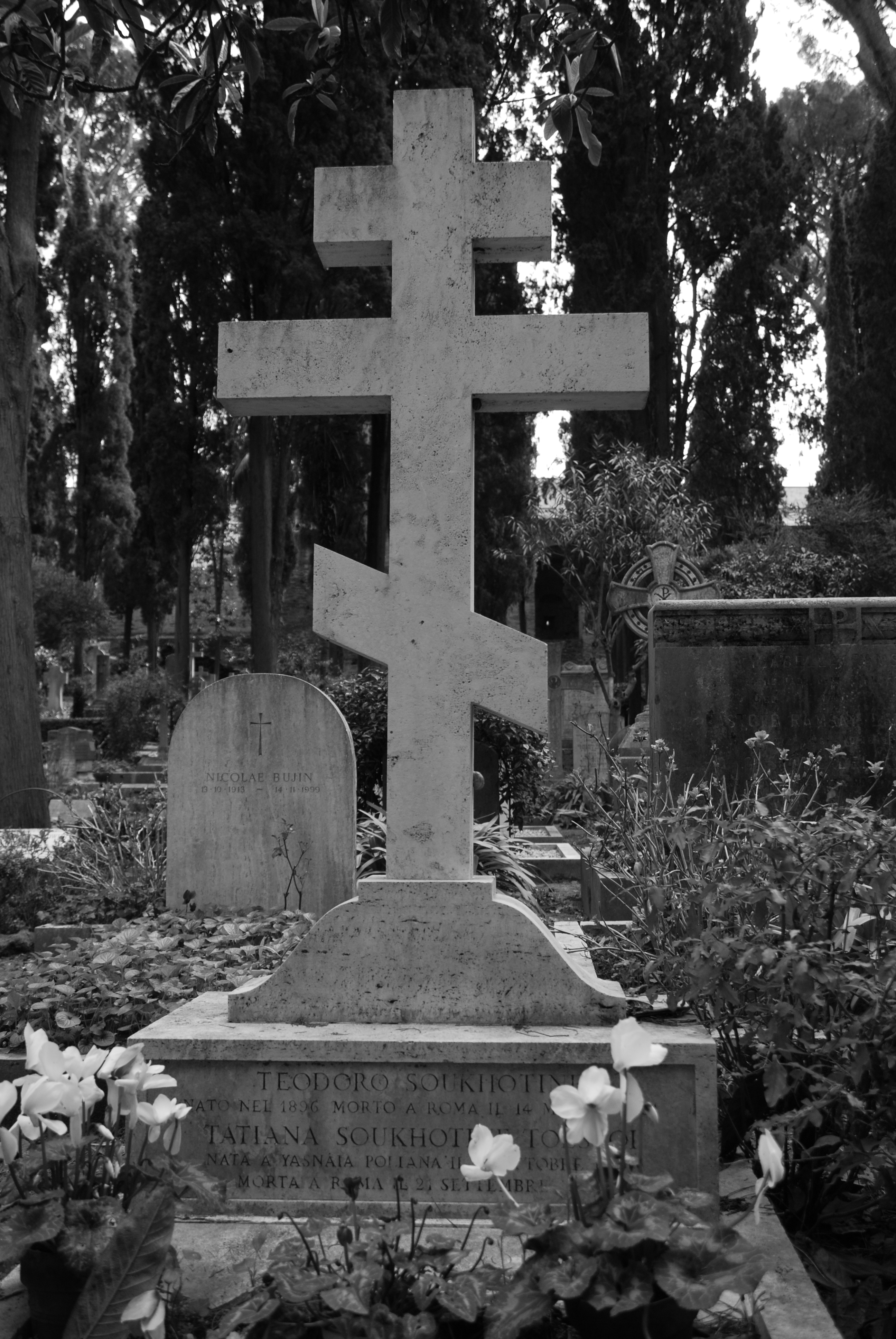
Могила Т. Л. Сухотіной-Толстой на некатолицькому кладовищі Риму Cimitero Acattolico.

Похована на протестантському кладовищі в Римі.

## Твори
- Воспоминания. — М., 1976. 2-е изд. — 1980.
- Дневник. — М., 1979. 2-е изд. — 1984.
- Друзья и гости Ясной Поляны // Вестник Европы, 1904.
- Семейная трагедия Льва Толстого. // Вечерняя Москва, 1928.

### Видання
- Сухотина-Толстая Т. Л. Воспоминания / Составление, вступельная статья и примечания А. И. Шифмана; Оформление художника А. Ременника. — М.: Художественная литература, 1980. — 528 с. — 1 000 000 экз.